# Baltská liga (lední hokej)
Baltská liga (anglicky: Baltic League) byla profesionální pobaltská liga ledního hokeje, které se účastnily týmy z Estonska, Lotyšska a Litvy. Založena byla v roce 2000. Liga sloužila pro vzájemnou konfrontaci sil pobaltských týmů. Liga zanikla v roce 2001. V budoucnu byl vytvořen Baltský pohár, který navazoval na Baltskou ligu.
Jediným vítězem soutěže se stal tým HK Liepājas Metalurgs.

## Přehled celkových vítězů v Baltské lize
Zdroj: 
| Klub                  | Tituly | Vítězné ročníky |
| --------------------- | ------ | --------------- |
| HK Liepājas Metalurgs | 1      | 2000/01         |